# Besenyő (elpusztult település)
Besenyő egykori Árpád-kori falu. A mai Mátészalka szomszédságában feküdt, pontos helyét nem ismerjük.

## Neve
A Besenyő név a besenyő népnévből keletkezett. Az országba beköltözött besenyő népelemeket széttelepítették az országban. A nagyállattartó besenyőket főleg vizes, mocsaras, mezőgazdasági művelésre már alkalmatlan helyekre telepítették le. Ilyen hely lehetett a régi Mátészalka környéke is, az akkori „ecsedi-láp” szélében. Szállásaikat a környező magyar lakosság „Besenyő” névvel illette. Így keletkezhetett a Mátéi család által vásárolt Besenyő falu neve is.

## Története
Nevét W. Vityi Z. említi helytörténeti munkájában. Egy 1303-ból származó oklevélben van róla szó, mint vásárolt településről.
A települést Máté (Mathei) falu utolsó férfi tulajdonosa, Hunt comes 1303-ban hagyta örökségként feleségére, nővére utódaira és asszonylányára a két Matheival (Máté), és az ősi birtoktesthez tartozó Ejeg, Gurhó és Kapus nevű településsel együtt.
Besenyő falu a szomszédos Máté (Mathei) település tulajdonosának, a Hont-Pázmány nemzetségből származó Hunt ispánnak vagy utódainak vásárolt birtoka volt. Mivel új tulajdonosai örökségként kapták, valószínűleg már az 1300-as évek előtt a család őseinek tulajdonában volt.
Besenyő falu nevét az oklevelek 1303 után nem említik, amiből arra következtethetünk, hogy valószínűleg az itt folyó csatározások következtében, vagy  a törökök által pusztulhatott el. Mátészalka határának déli részén ma is van Besenyő nevű dűlő, erre felé lehetett a hajdani település is.